# 紀州鉄道
紀州鉄道株式会社（きしゅうてつどう、英: Kishu Railway）は、日本の不動産開発業者であり鉄道事業者である。ポリキングの子会社で、東京都中央区に本社を置く。鉄道路線として和歌山県御坊市で紀州鉄道線を運営している。

## 歴史
1928年に御坊臨港鉄道として、国鉄紀勢西線から離れた御坊市街地との連絡を目的に設立され、鉄道を1931年に開業した。当初から経営は厳しく、戦後も風水害などの被災やモータリゼーションの進展によって、1960年代には廃止の危機に追い込まれていた。
1972年、磐梯急行電鉄（1968年倒産、1969年鉄道廃止）の旧経営陣が設立していた磐梯電鉄不動産が「鉄道会社」の肩書きを求め御坊臨港鉄道を約1億円で買収した。翌年1月には、紀州鉄道と社名を変更した。
1975年、紀州鉄道不動産株式会社を設立する。1978年に本社を大阪府大阪市に移転する。1979年には不動産・リゾート開発を営む鶴屋産業の傘下に入り、紀鉄ホテル株式会社を設立し、翌年には本社を東京都千代田区に移転する。
現在に至るまでリゾート開発を軸とする不動産業を主力部門としており、鉄道事業収益の割合は微少かつ慢性的な赤字となっている。しかし、不動産業などを営む際に、鉄道会社ということが信頼に繋がるという利点があり、また社名と鉄道への愛情をもたらすことから、赤字に関わらず営業を続けている。

## ホテル・リゾート事業
那須高原・北軽井沢（嬬恋村）・房総白浜（南房総市）・熱海・箱根・伊豆一碧湖（伊東市）・名古屋市・大阪市など、日本各地にホテルを展開しており、関連会社の紀鉄ホテルが運営している。
また、群馬県において嬬恋村との共同出資で第三セクター会社のパルコール嬬恋を設立し、「パルコール嬬恋ゴルフコース」やスキー場「パルコール嬬恋スキーリゾート」を運営していたが、同社は2014年3月に民事再生法の適用を申請し、2014年4月からは紀州鉄道グループから離脱してブリーズベイホテル傘下となっている。
そのほか、長野県の軽井沢（軽井沢町・御代田町）と塩嶺高原（岡谷市）で別荘の分譲・管理事業や、関連会社の紀州鉄道不動産による会員制リゾート事業、紀鉄航空サービスによる旅行事業（東京都知事認可第2種旅行業）を行っている。

## 鉄道事業
和歌山県御坊市内を走る紀州鉄道線（御坊駅 - 西御坊駅間、2.7km）を保有・運営している。1989年4月1日に末端区間の西御坊駅 - 日高川駅の0.7kmが廃止され、全列車のワンマン化が実施されている。2010年の営業係数は367.8であり、現存する日本国内の鉄道では最も悪い数値であるものの、現状では廃止の話はない。また、「学門駅入場券」など記念切符・記念グッズの販売も行っている。
かつては日本一保有する路線が短い鉄道事業者であったことから「日本一のミニ鉄道」と称していたが、2002年10月にその座を千葉県の芝山鉄道に明け渡した。ただし、芝山鉄道は全列車が京成電鉄との相互直通運転を行っているなどの背景があるため、定義によっては、紀州鉄道線がなお日本一短いとみなす余地もある。御坊市の公式サイト内では「日本一短いローカル私鉄」と紹介されている。
運輸政策研究機構の資料によると、2012年度の輸送密度は1日242人で、阿佐海岸鉄道の1日88人に次いで2番目に少ない数値となっている（各年度の輸送密度は「紀州鉄道線#利用状況」を参照）。

### 路線
- 紀州鉄道線：御坊駅 - 西御坊駅（2.7km。第一種鉄道事業）

### 車両
2021年4月時点で、気動車3両が在籍する。いずれも他社からの譲渡車両である。
- キテツ2 - 休車中
- KR301
- KR205

### その他
2003年7月まで西御坊駅で使われていた「回転式乗車券箱」が、埼玉県さいたま市の鉄道博物館の収蔵資料となっている。

## 関連会社
- 鶴屋商事
- 紀州鉄道不動産
- 紀鉄航空サービス
- 紀鉄ホテル